# Dasyphora albofasciata
Dasyphora albofasciata är en tvåvingeart som först beskrevs av Macquart och Sabin Berthelot 1839.  Dasyphora albofasciata ingår i släktet Dasyphora och familjen husflugor. Inga underarter finns listade i Catalogue of Life.